# Alfred Berger (konståkare)
Alfred Berger, född 25 augusti 1894 i Wien och död 11 juni 1966 i Wien, var en österrikisk konståkare som tog ett olympiskt guld i Chamonix 1924 i paråkning. Hans medtävlande i par var Helene Engelmann.